# Гаити (остров)
Гаи́ти (фр. Haïti, гаит. креол. Ayiti, таино «горная страна»; также исп. La Española; фр. Hispaniola, гаит. креол. Ispayola; также фр. Saint-Domingue; исп. Santo Domingo) — второй по величине остров Больших Антильских островов в Вест-Индии, в Карибском море. На острове расположены Республика Гаити и Доминиканская Республика.
Площадь Гаити — около 76,48 тыс. км². Население острова — более 20 миллионов человек (2009).

## Этимология
Населявшие остров индейские племена называли его Гаити — «гористый» или Кискейя — (Quisqueya, «Великая Земля» на языке таино). В 1492 году остров обнаружил Христофор Колумб и назвал Эспаньола (исп. La Isla Española ) — «испанский остров», так как его северное побережье напоминало ему горные области Кастилии. Историческое и сохранившееся в большинстве языков название — Эспаньола (исп. La Española, фр. Hispaniola, гаит. креол. Ispayola). В период французской колонизации острова, он носил также название Saint-Domingue (рус. Святого Доминика). В Доминиканской Республике это название применяется для обозначения острова до сих пор. В русском языке за островом закрепилось название из языков Таино  — Гаити.

## Природа
Расположен между Кубой на западе (от которой отделён Наветренным проливом) и Пуэрто-Рико на востоке (от которого отделён проливом Мона).
Берега сильно изрезанные, большей частью возвышенные (за исключением юго-восточных), окружённые рифами; на западе — большой залив Гонав с одноимённым островом и полуостров Тибурон. В основании Эспаньолы — вулканические и осадочные породы среднего кайнозоя; недра содержат золото, серебро, медь, железо, каменную соль. Рельеф горный (отсюда и название); с запада на восток протянулись четыре горных хребта, крупнейший из которых — Центральная Кордильера (Кордильера-Сентраль) с высшей точкой острова и всей Вест-Индии — горой Дуарте (3087 м); она, как и следует из названия, занимает центральное положение и тянется от северо-западной части острова до южного побережья Доминиканской Республики. В южной части острова, за низменностью долины Сибао, Центральным плато и впадиной Кюль-де-Сак находятся хребты От, Сель, Сьерра-де-Бауроко, протянувшиеся вдоль южного берега острова, а также Сьерра-де-Нейба и Мато. На севере острова — хребты Северный (продолжение Центральной Кордильеры), Кордильера-Септентриональ (высшая точка 1249 м) и невысокая Кордильера-Орьенталь (наибольшая высота — 701 м). В юго-восточной части острова — обширная низменность.
На острове нередки землетрясения.
Реки полноводные, бурные, в основном имеют незначительную протяжённость (крупнейшие — Артибонит на западе, Яке-дель-Норте на севере и Осама на юге). Много озёр; самые большие — бессточные Энрикильо и Соматр.
Климат тропический пассатный; много осадков (влажный сезон с июня по декабрь; среднегодовая норма осадков на наветренных склонах — до 2000 мм, во внутренних долинах — 300—1000 мм); в августе-сентябре часты ураганы.
Флора представлена вечнозелёными тропическими лесами, в которых произрастают ценные породы дерева (палисандр, кампешевое дерево, различные пальмы и др.); на склонах Кордильеры-Сентраль — хвойно-жёстколистные леса; во внутренних районах острова преобладают лиственные листопадные леса и кустарники. Фауна острова бедна млекопитающими (широко представлены лишь летучие мыши и грызуны); хищники отсутствуют. Водятся ящерицы и крокодилы. Разнообразны птицы и насекомые. Обитающий на острове жук Apodrosus quisqueyanus получил своё название от имени острова Гаити на языке таино («Кискейя», Quisqueya).

## История
Остров был открыт 6 декабря 1492 года Христофором Колумбом и назван им Эспаньолой («Маленькая Испания»); во время первого плавания Колумба здесь была основана первая испанская колония в Новом Свете, которая была уничтожена аборигенами из-за бесчинств колонистов. Ряд индейских племён сопротивлялся испанским конкистадорам. В XVII веке на остров стали претендовать Великобритания и Франция. В 1697 году был подписан Риксвикский мир, по которому западная часть острова отошла к Франции, а восточная часть осталась у Испании. После начала войны Франции с Великобританией и Испанией весь остров в 1795 году был захвачен французами.
В 1791—1803 годах на острове произошла Гаитянская революция.
В 1808 году Испания вновь вернула себе восточную часть острова. В 1821 году в результате освободительной войны Санто-Доминго освободилось от колонизаторов, но в 1822 году вновь попало под контроль соседней Республики Гаити. В 1844 году произошло антигаитянское восстание, и в восточной части острова была провозглашена Доминиканская Республика.

## Государства
Восточную часть острова занимает Доминиканская Республика, западную — Республика Гаити:
| Государство              | Население, чел. (2009) | Площадь, км² | Плотность населения, чел./км² |
| ------------------------ | ---------------------- | ------------ | ----------------------------- |
| Доминиканская Республика | 10 090 000             | 48 730       | 207                           |
| Республика Гаити         | 10 033 000             | 27 750       | 362                           |

## Экономика
Экспортируются кофе, какао, сахар, хлопок, маниока, ваниль, бананы, ценные породы дерева, доминиканский ром.
Республика Гаити — одна из самых бедных и нестабильных стран мира; самая бедная страна Америки, постоянно страдающая от голода, стихийных бедствий и государственных переворотов. Среди островных государств Республика Гаити является одной из самых бедных в мире. По ВВП на душу населения (номинал) — $1673 (3-е самое низкое после Мадагаскара и Коморских Островов, 2022 год). По ВВП на душу населения (ППС) — $3166 (5-е самое низкое после Мадагаскара, Кирибати, Соломоновых Островов и Вануату, 2022 год). Экономика соседней по острову Гаити страны Доминиканской Республики, при чуть меньшим населением, по ВВП (ППС) на 572 % и по ВВП (номинал) на 552 % больше экономики Гаити. По состоянию на 2022 год расчетный ВВП на душу населения (номинал) в Гаити составляет $1 702, а в Доминиканской Республике — $10 711, по ВВП на душу населения (ППС) в Гаити составляет $3 161, а в Доминиканской Республике — $24 117.

## Землетрясение 2010 года
Землетрясение магнитудой 7,0 произошло 12 января 2010 года у берегов Гаити. Эпицентр находился в 15 километрах от города Порт-о-Пренс. Город Порт-о-Пренс сильно пострадал, число жертв составило десятки, а по некоторым оценкам сотни тысяч человек. Магнитуда первого землетрясения, произошедшего в десяти километрах к западу от города Каррефур, что неподалёку от Порт-о-Пренса, составила 7-7,3. Позже в этой же области было зарегистрировано ещё три повторных землетрясения магнитудой 5,5 и выше. Во время землетрясения сильно пострадали многие здания, в том числе Президентский дворец, а также здание гостиницы «Кристоф», в которой была расквартирована миссия ООН в Порт-о-Пренсе.
Количество жертв составило 222 570 человек.
Также 22 февраля на территории Гаити произошло ещё одно землетрясение магнитудой около 4,7 в 20 километрах от города Порт-о-Пренс. Пострадало 3 человека.